# Pebble Beach Concours d'Elegance

Concours d'Elegance logo

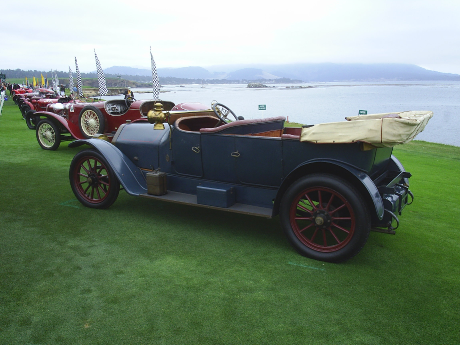
Mașini de dinainte de război expuse în cadrul concursului.

Pebble Beach Concours d'Elegance este un eveniment automobilistic caritabil organizat în fiecare an la Pebble Beach Golf Links, Pebble Beach, California, considerat cel mai prestigios eveniment de acest tip. Este ultimul eveniment din luna august , care are loc în cadrul Monterey Car Week. Un concurs de eleganța (Concours d'élégance) este un eveniment deschis atât mașinilor de colecție de dinaintea războiului și de după război, în care sunt judecate pentru autenticitate, istorie și stil.

## Legături externe
- The Pebble Beach Concours d'Elegance official website
- Pebble Beach Concours in Perspective Arhivat în 23 aprilie 2009, la Wayback Machine. — one view of why Pebble Beach is the most important Concours d'Elegance. Denise McCluggage. MSN autos.
- World's Finest Cars, Smithsonian Networks Arhivat în 22 august 2007, la Wayback Machine.